# Nueva Esperanza, Oaxaca
Nueva Esperanza är en ort i Mexiko.   Den ligger i kommunen Guevea de Humboldt och delstaten Oaxaca, i den sydöstra delen av landet, 500 km sydost om huvudstaden Mexico City. Nueva Esperanza ligger 507 meter över havet och antalet invånare är 432.
Terrängen runt Nueva Esperanza är huvudsakligen kuperad. Nueva Esperanza ligger nere i en dal. Runt Nueva Esperanza är det glesbefolkat, med 11 invånare per kvadratkilometer. Närmaste större samhälle är Santa María Nativitas Coatlán, 12,3 km väster om Nueva Esperanza. I omgivningarna runt Nueva Esperanza växer huvudsakligen savannskog.